# فيلافرانكا دي لوس كاباليروس
فيلافرانكا دي لوس كاباليروس (بالإنجليزية: Villafranca de los Caballeros)‏ هي بلدية ومدينة في منطقة الحكم الذاتي كاستيا-لا مانتشا وتقع في مقاطعة طليطلة في وسط إسبانيا. تبلغ مساحة هذه المدينة 107 (كم²)، ويبلغ عدد سكانها 5327 نسمة حسب إحصاء المعهد الوطني الإسباني سنة 2006 م.

## وصلات خارجية
- aytovillafranca.es